# KaNgwane
1981–1994
Entités précédentes :
- Afrique du Sud

Entités suivantes :
- Afrique du Sud

Le KaNgwane (rarement KaNgwané ou Kangwané) était un bantoustan situé dans l'ancienne province du Transvaal d'Afrique du Sud, aujourd'hui dans la province du Mpumalanga. Le KaNgwane fut un État autonome non reconnu de 1981 à 1994, créé dans le cadre de l'apartheid. Il regroupait principalement des Africains de l'ethnie swazie.
Au début de son existence, le bantoustan portait le nom d'AmaSwazi. Le terme KaNgwane signifie la terre des Ngwanes du nom d'une des principales tribus swazies.

## Histoire
En 1976, l'Autorité territoriale swazie est créée dans le but de céder les territoires au Swaziland. Le bantoustan sera renommé en AmaSwazi en 1977. En 1978, une assemblée législative est créée et le bantoustan gagne l'autonomie et prend le nom de KaNgwane en avril 1981.
Du 18 juin au 9 décembre 1982, le statut de bantoustan est suspendu après les violentes protestations de la population qui souhaite rester dans l'Afrique du Sud. L'autonomie est restaurée en août 1984. Le KaNgwane sera réincorporé à l'Afrique du Sud le 27 avril 1994.

## Géographie
Le KaNgwane se trouvait dans l'Est de l'Afrique du Sud, à la frontière avec le Swaziland et le Mozambique. Le territoire était constitué de trois enclaves : une frontalière avec le Swaziland, une frontalière avec le Swaziland et le Mozambique et une enclavée dans l'Afrique du Sud et ayant une frontière avec les bantoustans du Gazankulu et du Lebowa.

## Politique

### Liste des chefs d'État du KaNgwane
- Autorité territoriale Swazi
  - Johannes Mkolishi Dlamini (chef du conseil) : de 1976 à 1977
- AmaSwazi
  - Enos John Mabuza (chef du conseil) : de 1977 à avril 1981
- KaNgwane (autonome)
  - Enos John Mabuza (ministre en chef) : d'avril 1981 au 18 juin 1982
- KaNgwane (statut de bantoustan suspendu)
  - N. J. Badenhorst (administrateur) : du 18 juin 1982 au 9 décembre 1982
- KaNgwane
  - Enos John Mabuza (chef du conseil exécutif) : du 9 décembre 1982 à août 1984
- KaNgwane (autonome)
  - Enos John Mabuza (ministre en chef) : d'août 1984 au 1er avril 1991
  - Mangisi Cephas Zitha (ministre en chef) : du 15 avril 1991 au 26 avril 1994

## Population
Le KaNgwane avait été conçu pour accueillir les populations swazies d'Afrique du Sud.
En 1978, il y avait 498 716 Swazis en Afrique du Sud dont 81 890 dans le KaNgwane (16,4 %), 30 130 dans les autres bantoustans (6 %) et 386 696 dans les zones blanches (77,6 %).
Au recensement de 1992, la population du KaNgwane était de 597 783 personnes.
Les langues les plus parlées étaient le siswati et l'afrikaans.

## Drapeau
Le KaNgwane n'avait pas de drapeau officiel. Le seul en vigueur était celui de l'Afrique du Sud. Un drapeau non reconnu aurait été utilisé mais de manière assez rare.